# Samuel Morse
Samuel Finley Breese Morse (Boston, 27 de abril de 1791-Nueva York, 2 de abril de 1872) fue un inventor y pintor estadounidense que, junto con su asociado Alfred Vail, inventó e instaló un sistema de telegrafía en Estados Unidos, el primero de su clase. Se trataba del telégrafo Morse, que permitía transmitir mensajes mediante pulsos eléctricos cifrados en el código morse, también inventado por él.
El 1 de enero de 1847, Morse y Vail inauguraron la primera línea telegráfica de Estados Unidos entre Washington y Baltimore, que utilizaba su sistema de telegrafía.

## Biografía

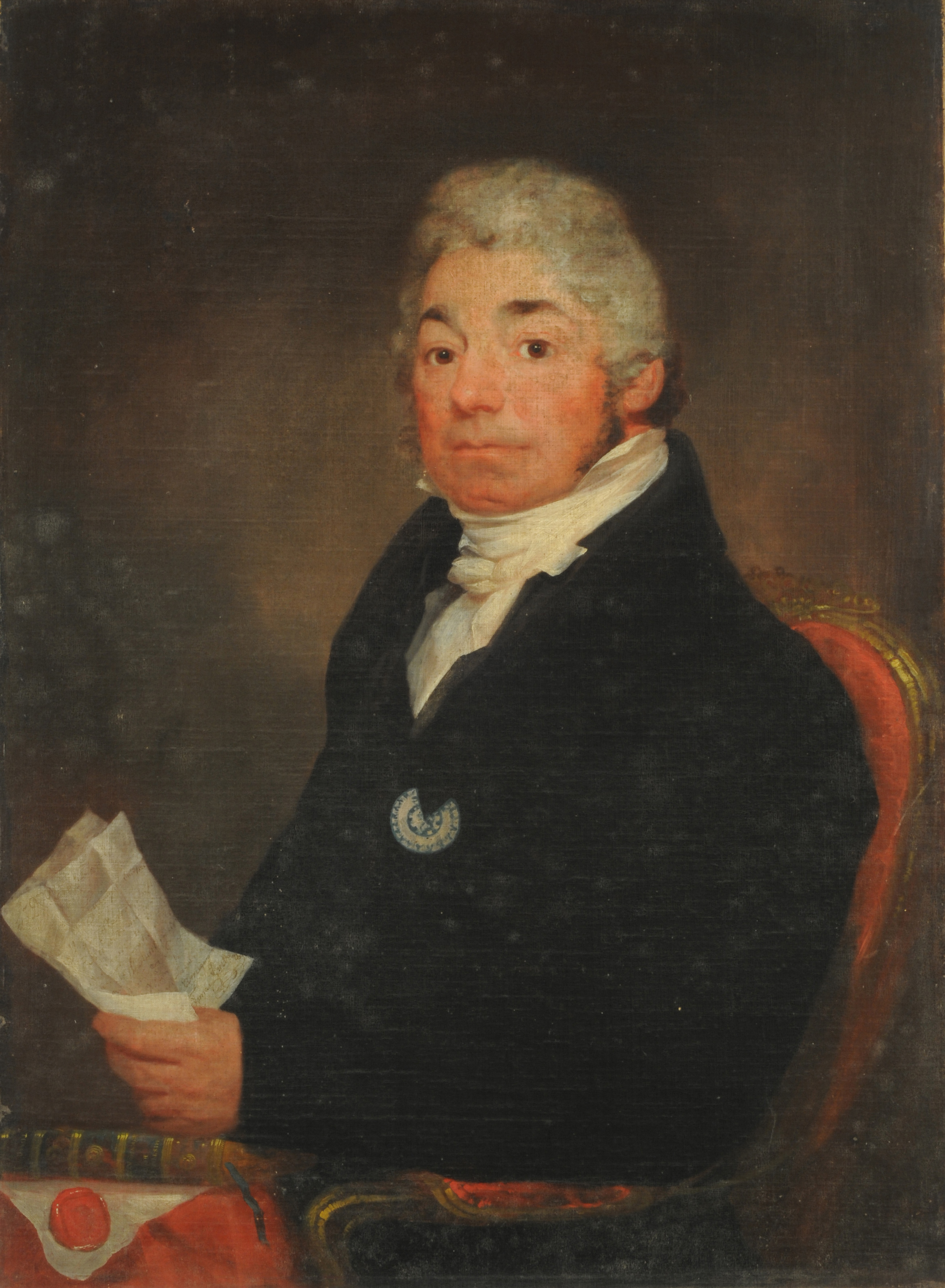
Retrato de David C. de Forest - Samuel Finley Breese Morse

Samuel Morse nació en Charlestown, un vecindario del área urbana de Boston. Era el primer hijo del geógrafo y pastor Jedidiah Morse (1761-1826) y de Elizabeth Ann Finley Breese (1766-1828). Dio inicio a sus estudios en la Phillips Academy de Andover, de donde pasó al Yale College, formándose en filosofía religiosa, matemática y veterinaria equina. Y también estudió electricidad con Benjamin Silliman y Jeremiah Day. Se mantuvo financieramente con la pintura. En 1810, se graduó con honores Phi Beta Kappa.
En sus años de estudiante descubrió su vocación por la pintura y decidió dedicarse a ella, pero también le atraían los recientes descubrimientos y experimentos respecto a la electricidad. Por una temporada, trabajó en Boston para un editor y posteriormente viajó a Inglaterra para estudiar dibujo en Londres, y pasó a ser un reconocido pintor de escenas históricas. Su cuadro más célebre fue el retrato de La Fayette (1825). De regreso a Nueva York, se había convertido uno de los retratistas más importantes del país, y formaba parte de los grupos intelectuales más distinguidos. En 1826 fue uno de los fundadores y el primer presidente de la Academia Nacional de Dibujo.
A los 27 años conoció a Lucrecia Walker, una bella y culta joven de la que se enamoró. La pareja se casó y tuvieron cuatro hijos, pero siete años después al poco de nacer el cuarto, su mujer murió, dejando desconsolado al inventor. A pesar de ser un genio, no llegó a ganar mucho dinero como pintor y durante esos años malvivía con sus escasos ingresos. En ocasiones, llegaba a pasar días sin comer, en lo que esperaba el pago por algún cuadro o lección de pintura.
Samuel Finley Breese Morse se casaría posteriormente en segundas nupcias.

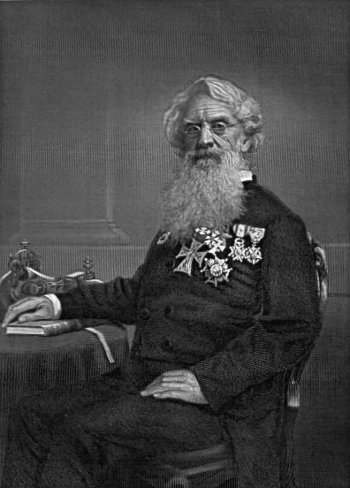
Morse con un prototipo de su invención.

Su latente interés por los asuntos de la electricidad se concretó durante el regreso de un viaje por Europa, que emprendió tras la muerte de Lucrecia. Cuando estudió en Yale, había aprendido que si se interrumpía un circuito se veía un fulgor y se le ocurrió que esas interrupciones podían llegar a usarse como un medio de comunicación. Esta posibilidad le obsesionó.
Al llegar a tierra de aquel viaje en 1832, ya había diseñado un incipiente telégrafo y comenzaba a desarrollar la idea de un sistema telegráfico de alambres con un electromagneto incorporado. El 6 de enero de 1833, Morse realiza la primera demostración pública de su telégrafo.
A la edad de cuarenta y un años, se internó en la tarea de construir un telégrafo práctico y despertar el interés del público y del Gobierno en el aparato para luego ponerlo en marcha. En 1835 apareció el primer modelo telegráfico que desarrolló Morse. Dos años más tarde abandonó la pintura para dedicarse completamente a sus experimentos, lo que oscurecería sus méritos como pintor.

### Actividad en el movimiento anticatólico y antiinmigrante
Morse fue un líder en el movimiento anticatólico y antiinmigrante estadounidense de mediados del siglo XIX. En 1836, se postuló infructuosamente como alcalde de Nueva York por el partido Nativista, recibiendo sólo 1496 votos. Morse trabajó para unir a los protestantes contra las instituciones católicas (incluidas las escuelas), y quería prohibir la participación de los católicos de los cargos públicos, además de limitar la inmigración desde países católicos.

### Pro-esclavitud
En la década de 1850, Morse se hizo conocido como defensor de la Esclavitud, considerándola sancionada por Dios. En su tratado "Un argumento sobre la posición ética de la esclavitud", escribió

Mi credo sobre el tema de la esclavitud es breve. La esclavitud per se no es pecado. Es una condición social ordenada desde el principio del mundo para los fines más sabios, benévolos y disciplinarios, por la Sabiduría Divina. La mera tenencia de esclavos, por lo tanto, es una condición que no tiene per se nada de carácter moral en ella, más que el ser padre, o empleador, o gobernante.

### Últimos años
En 1840 había perfeccionado ya su código de señales, que a base de puntos y rayas llegó a conocerse y usarse mundialmente como código morse. Intentó implantar líneas telegráficas primero en Estados Unidos y luego en Europa pero ambos intentos fracasaron. Por fin, Morse consiguió que el Congreso de su país aprobara un proyecto de ley para proporcionar 30 000 dólares asignados a la construcción de una línea telegráfica de 60 km. Varios meses después, el proyecto fue aprobado, y la línea se extendería a lo largo de 37 millas entre Baltimore y Washington. Realizó una impresionante demostración el 1 de mayo de 1844, cuando las noticias de la nominación del Partido Whig de Henry Clay para Presidente, fue telegrafiada desde su Convención en Baltimore al Capitolio en Washington.
El 24 de mayo de 1844, Morse transmitió el mensaje que se haría tan famoso: "Que nos ha forjado Dios" (traducción literal) o también: "Lo que Dios ha creado" ("What hath God wrought", una cita de la Biblia, Números 23:23) desde la cámara de la corte suprema en el sótano del Capitolio en Washington D. C. a Baltimore, Maryland. A pesar de lo notable de su trabajo, Morse debió enfrentarse a la oposición de supersticiosos que culpaban a su invento de todos los males.[cita requerida] Además, el invento estaba siendo desarrollado simultáneamente en otros países y por otros científicos, por lo que Morse se vio envuelto en largos litigios para obtener los derechos de su sistema. Estos derechos le fueron finalmente reconocidos en 1854 por la Corte Suprema de los Estados Unidos.

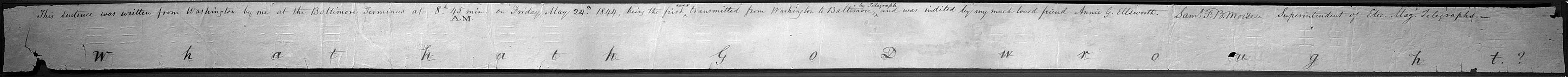
El primer mensaje transmitido por telégrafo.

Con su invento, Morse ganó una gran fortuna con la que compró una extensa propiedad, y en sus últimos años se dedicó a hacer obras filantrópicas, aportando sumas considerables a escuelas como Vassar College y la Universidad de Yale además de otras asociaciones misioneras y de caridad.
Morse falleció de neumonía el 2 de abril de 1872, a los 80 años, en su casa del número 5 de la Calle 22 Oeste de Nueva York, y fue sepultado en el cementerio de Green-Wood en Brooklyn, Nueva York.

## Relés

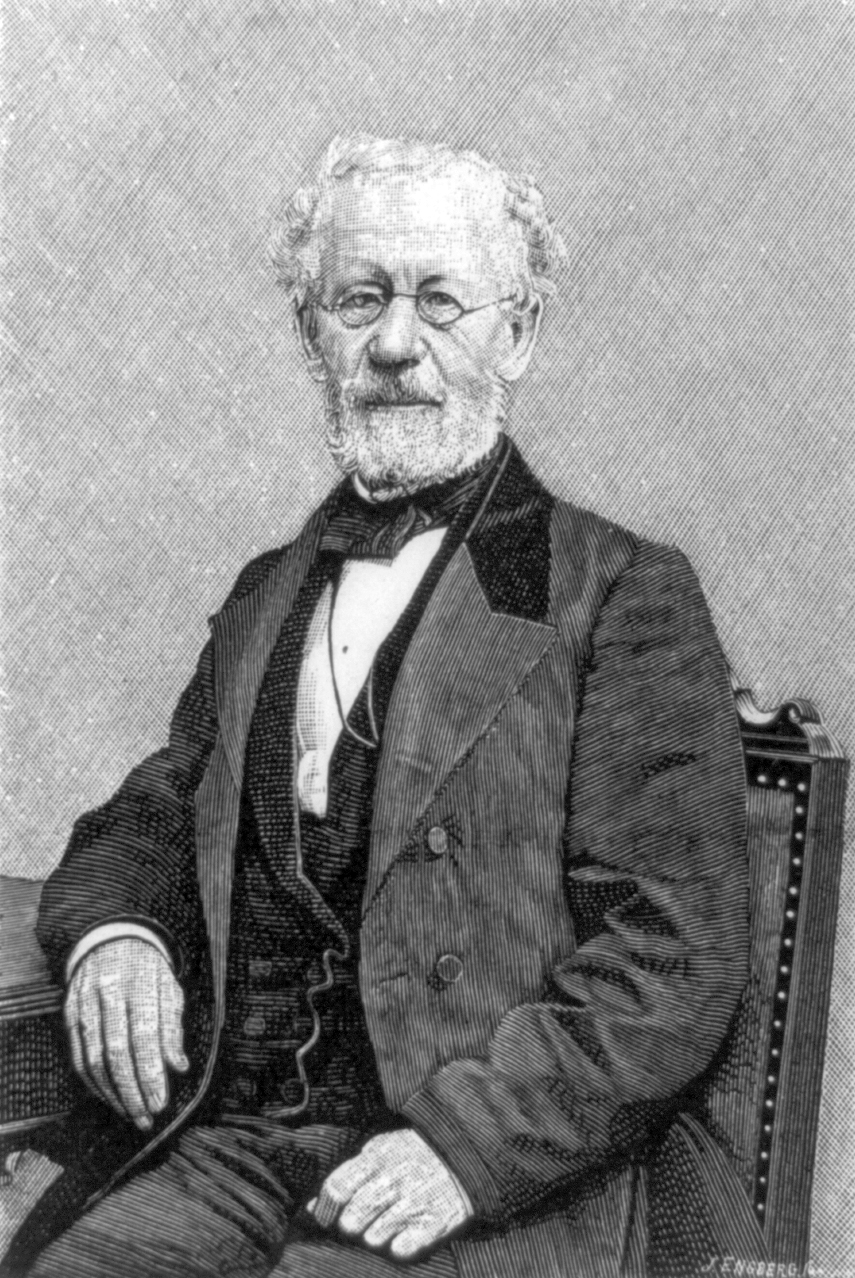
Leonard Gale, que ayudó a Morse a lograr el avance tecnológico de conseguir que la señal telegráfica viajara largas distancias por cable

Morse se encontró con el problema de conseguir que la señal telegráfica se transmitiera a través de más de unos cientos de metros de cable. Su avance vino de la mano del profesor Leonard Gale, que enseñaba química en la Universidad de Nueva York (era amigo personal de Joseph Henry). Con la ayuda de Gale, Morse introdujo circuitos adicionales o relés a intervalos frecuentes y pronto pudo enviar un mensaje a través de 10 millas (16,1 km) de cable. Este fue el gran avance que había estado buscando. A Morse y Gale pronto se les unió Alfred Vail, un joven entusiasta con excelentes habilidades, conocimientos y dinero.
En la Speedwell Ironworks en Morristown, Nueva Jersey el 11 de enero de 1838, Morse y Vail hicieron la primera demostración pública del telégrafo eléctrico. Aunque Morse y Alfred Vail habían realizado la mayor parte de la investigación y el desarrollo en las instalaciones de la ferrería, eligieron una casa de la fábrica cercana como lugar de demostración. Sin el repetidor, Morse ideó un sistema de relés electromagnéticos. Esta fue la innovación clave, ya que liberó a la tecnología de estar limitada por la distancia en el envío de mensajes. el alcance del telégrafo estaba limitado a 2 millas (3,2 km), y los inventores habían tirado 2 millas (3,2 km) de cables dentro de la casa de la fábrica mediante un elaborado esquema. La primera transmisión pública, con el mensaje "Un camarero paciente no es un perdedor", fue presenciada por una multitud mayoritariamente local.
Morse viajó a Washington D. C. en 1838 buscando patrocinio federal para una línea telegráfica, pero no tuvo éxito. Fue a Europa, buscando tanto patrocinio como patentes, pero en Londres descubrió que William Cooke y Charles Wheatstone ya habían establecido la prioridad. Tras su regreso a Estados Unidos, Morse consiguió finalmente el apoyo financiero del congresista de Maine Francis Ormand Jonathan Smith. Esta financiación puede ser el primer caso de apoyo gubernamental a un investigador privado, especialmente la financiación de la investigación aplicada (en contraposición a la básica o teórica).

## Extensión de su sistema
El aparato telegráfico Morse fue adoptado oficialmente como el estándar para la telegrafía europea en 1851. Solo el Reino Unido (con su extenso Imperio Británico en el extranjero) mantuvo el telégrafo de agujas de Cooke y Wheatstone. ( "Fue en el mes de J, hace un siglo, que Franklin hizo su celebrado experimento con la cometa eléctrica, por medio del cual demostró la identidad entre la electricidad y los rayos".)

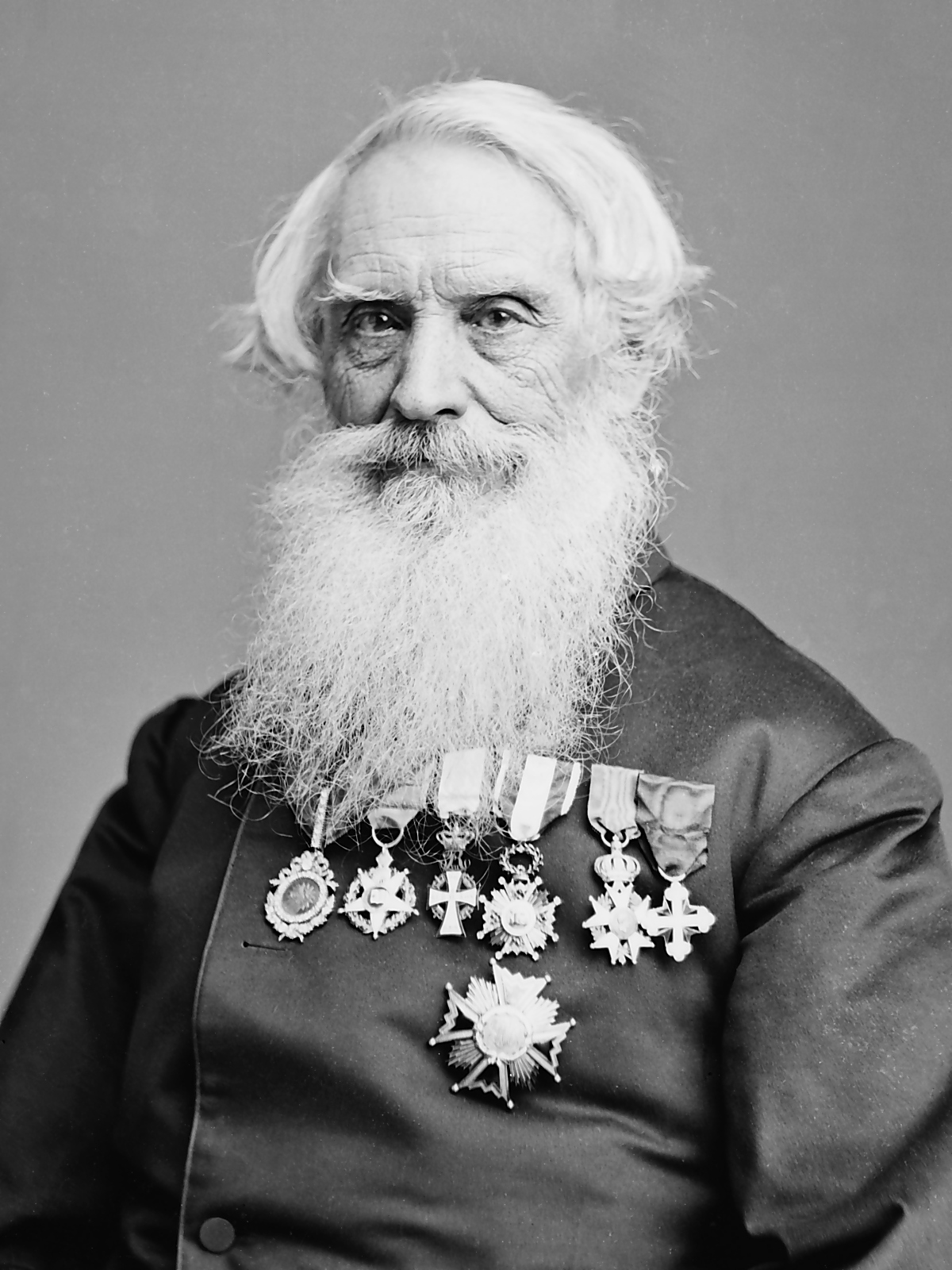
Retrato de Samuel F. B. Morse tomado por Mathew Brady, en 1866. Medallas usadas (de derecha a izquierda, fila superior): Orden de la Gloria (Imperio Otomano)Nichan Iftikhar ; Orden de la Torre y la Espada (Portugal); Orden del Dannebrog (Dinamarca); cruz de la Orden de Isabel la Católica (España); Legión de Honor (Francia); Orden de los Santos Mauricio y Lázaro (Italia). Fila inferior: Gran Cruz de la Orden de Isabel la Católica (España)

Con la ayuda del Embajador de Estados Unidos en Francia, se habló con los gobiernos de Europa sobre su larga desatención a Morse mientras sus países utilizaban su invento. Hubo un reconocimiento generalizado de que había que hacer algo, y en 1858 Morse recibió la suma de 400.000 francos franceses (equivalente a unos 80.000 dólares de la época) por parte de los gobiernos de Francia, Austria, Bélgica, Países Bajos, Piamonte, Rusia, Suecia, Toscana y Turquía, cada uno de los cuales aportó una parte según el número de instrumentos Morse en uso en cada país. En 1858, también fue elegido miembro extranjero de la Real Academia Sueca de Ciencias.
En 1856, Morse fue a Copenhague y visitó el Museo de Bertel Thorvaldsen, donde la tumba de este escultor está en el patio interior. Fue recibido por el rey Federico VII de Dinamarca, quien lo condecoró con la Orden del Dannebrog por el telégrafo. Morse expresó su deseo de donar su retrato de Thorvaldsen en Roma de 1831 al Rey. El retrato de Thorvaldsen pertenece hoy día a la reina Margarita II de Dinamarca.

### En Puerto Rico
En 1858, Morse introdujo la comunicación por cable en América Latina cuando estableció un sistema telegráfico en Puerto Rico, entonces una colonia española. La hija mayor de Morse, Susan Walker Morse (1819-1885), visitaba a menudo a su tío Charles Pickering Walker, propietario de la Hacienda Concordia en la ciudad de Guayama. Durante una de sus visitas, conoció a Edward Lind, un comerciante danés que trabajaba en la Hacienda La Henriqueta de su cuñado en la localidad de Arroyo. Más tarde, se casaron. Lind compró la Hacienda a su cuñada cuando ésta enviudó. Morse, que a menudo pasaba los inviernos en la Hacienda con su hija y su yerno, estableció una línea telegráfica de tres kilómetros que conectaba la Hacienda de su yerno con su casa en Arroyo. La línea fue inaugurada el 1 de marzo de 1859, en una ceremonia flanqueada por las banderas española y americana. Las primeras palabras transmitidas por Samuel Morse ese día en Puerto Rico fueron:
Puerto Rico, beautiful jewel! When you are linked with the other jewels of the Antilles in the necklace of the world's telegraph, yours will not shine less brilliantly in the crown of your Queen! (¡Puerto Rico, hermosa joya! Cuando estés unida a las demás joyas de las Antillas en el collar del telégrafo mundial, ¡la tuya no brillará menos en la corona de tu Reina!)

## Patentes
- Patente 1.647, Mejora en el modo de comunicar información por medio de señales por la aplicación del electromagnetismo, 20 de junio de 1840
- Patente 1.647 (Reedición #79), Mejora en el modo de comunicar información por medio de señales por la aplicación del electromagnetismo, 15 de enero de 1846
- Patente 1.647 (Reedición #117), Mejora de telégrafos electromagnéticos, 13 de junio de 1848
- Patente 1.647 (Reedición #118), Mejora de telégrafos electromagnéticos, 13 de junio de 1848
- Patente 3.316, Método de introducción de cables en tubos metálicos, 5 de octubre de 1843
- Patente 4.453, Mejora de telégrafos electromagnéticos, 11 de abril de 1846
- Patente 6.420, Mejora de los telégrafos eléctricos, 1 de mayo de 1849

## Eponimia
- El código morse lleva el nombre de su inventor.
- El cráter lunar Morse lleva este nombre en su memoria.[19]
- El asteroide (8672) Morse también conmemora su nombre.[20]
- Una localidad argentina, Morse, lleva su nombre.